# 若草の髪かざり
「若草の髪かざり」（わかくさのかみかざり）は、1973年1月25日に発売された、チェリッシュの通算5枚目のシングル。

## 解説
- チェリッシュのシングルとしては、作詞家に初めて阿久悠が担当する。
- オリコンチャートにおいては、チェリッシュの最大ヒット曲『ひまわりの小径』以来、2作品ぶりに週間10位内に入り、最高7位まで上昇。また、シングル売上枚数は28.7万枚を記録した[1]。

## 収録曲
- 両楽曲共に、作詞：阿久悠／作曲・編曲：馬飼野俊一

1. 若草の髪かざり（2分46秒）
2. 花のかなしみ（3分1秒）

## 収録アルバム
- 春のロマンス
- スーパー･デラックス
- チェリッシュ・ライブ

など